# Constituição argentina
A Constituição argentina de 1853 foi a primeira constituição que regeu a actual República Argentina. Foi aprovada com o apoio geral dos governos provinciais, com a importante excepção do Estado de Buenos Aires, que se manteve separado de facto da Confederação Argentina até 1859. A constituição foi sancionada por uma convenção constituinte, reunida em Santa Fé, e promulgada o 1 de maio de 1853 por Justo José de Urquiza, à época diretor provisório da confederação.
Submetida a várias reformas de diferente envergadura, a Constituição de 1853 é, no substancial, a base do ordenamento jurídico vigente na Argentina. Está estreitamente inspirada nos princípios do liberalismo clássico presentes na jurisprudência e a doutrina política do federalismo estadounidense; e à similitude deste, estabeleceu um sistema republicano de divisão de poderes, um importante grau de autonomia para as províncias e um poder federal com um executivo forte, mas limitado por um congresso bicameral, com o objectivo de equilibrar a representação populacional com a equidade entre províncias.
O modelo, elaborado pelos convencionais a partir dos ensaios precedentes de ordem constitucional e de pioneira de Juan Bautista Alberdi, tem sido objeto de reiteradas críticas: tem-se objetado ao mecanismo eleito para a dinâmica federal e afirmou-se que careceu de verdadeira efetividade, ao tentar impor um modelo integralmente baseado em experiências estrangeiras a uma Argentina cuja peculiaridade histórica a fazia muito diferente das colónias britânicas em da América do Norte. No entanto, a importância histórica do projeto constitucional tem sido inquestionável, e virtualmente todas as disputas a respeito da prática e a teoria políticas na Argentina moderna têm incluído uma tomada de partido a respeito das que sobrevieram à Constituição de 1853.
Baseando na Constituição, formou-se o primeiro governo nacional que teve autoridade sobre quase todas as províncias em mais de trinta anos. Em 1860, depois de sua derrota na Batalha de Cepeda, a assinatura do Pacto de San José de Flores e a aprovação de certas modificações no texto constitucional, Buenos Aires reincorporou-se ao que passou a se chamar Nação Argentina. Este processo levaria à gradual finalização do ciclo das guerras civis argentinas, que pode se considerar terminado para 1880; o período que separa esta data da sanção da Constituição se chama comumente a Organização Nacional.
Para a Geração do 80, os fixadores das primeiras convenções liberais sobre a historiografia do país, a Constituição representou um ato verdadeiramente fundacional, rompendo com o longo governo de Juan Manuel de Rosas; dela resgatavam sobretudo o ter estabelecido um regime político liberal à europeia, ainda que no momento de sua assinatura alguns dos mais importantes representantes do liberalismo autóctone se opusessem a ela tenazmente. Para os radicais, a Constituição representou um ideal político não cumprido . à sua vez, para os movimentos nacionalistas do século XX, que criticaram as convenções liberais e resgataram a figura de Rosas, a Constituição tinha representado a revogação da identidade nacional por um liberalismo ruinoso. Em suas diversas frentes, a questão segue aberta, e tem inspirado várias das mais importantes obras a respeito do pensamento argentino.
O documento original da Constituição Nacional de 1853 encontra-se no Grande Livro de Acordos, Leis e Decretos do Congresso Geral Constituinte, o qual está exposto desde o ano 2005 no Salão Azul do Palácio do Congresso, junto com a Constituição de 1994 e os pactos preexistentes.
A Constituição argentina é composta por um preâmbulo e duas partes normativos:
- Primeira parte: Declarações, Direitos e Garantias (artigos 1-43).
- Segunda parte: Autoridades da Nação (artigos 44-129).

Ademais, têm igualmente estatuto constitucional, em virtude do artigo 75, inciso 22, vários instrumentos internacionais (tratados e declarações) de direitos humanos.

## Antecedentes

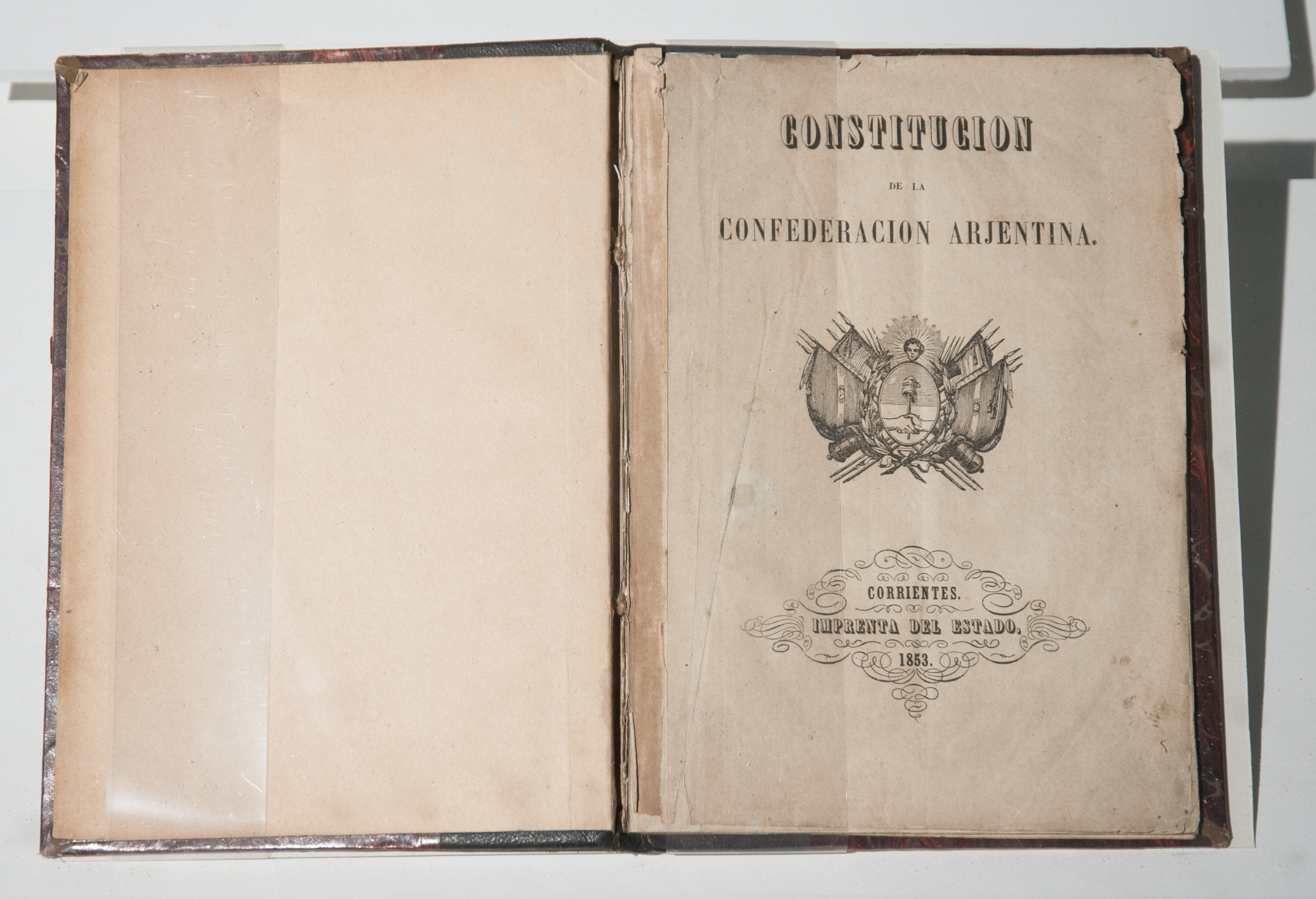
Instância da Constituição exibida no Museu do Bicentenário

### Constituição dos Estados Unidos
A Constituição de 1853 inspirou-se particularmente na Constituição estadounidense ao adotar o modelo presidencialista desta última, bem como o federalismo, componente essencial da ordem constitucional norte-americano. Ainda que formal, é sugestivo também o início do preâmbulo argentino, que parafraseia o famoso começo de seu equivalente estadounidense ("Nós, o povo"), mas sublinhando o conteúdo estritamente representativo do sistema adotado em Argentina: "Nós, os representantes do povo".

### Projectos constitucionais precedentes
O regime legal ao que ater-se-iam as Províncias Unidas do Rio da Prata surgidas na Revolução de Maio, a partir do antigo Vice-reinado do Rio da Prata, tinha sido, naturalmente, uma das preocupações centrais desde a renúncia do último Vice-rei; ainda que no primeiro momento a preocupação, de fazer efetiva a soberania pela via das armas — no prolongado confronto com os exércitos fiéis à Coroa de Espanha — se esquivou momentaneamente as decisões definitivas sobre a organização que esta teria de cobrar, as tentativas foram consubstanciais às metas da organização patriótica.
A mesma conformação da Primeira Junta de Governo e sua ampliação no telefonema Junto Grande, que incluía os delegados provinciais, deu depoimento da divisão entre os interesses da cidade de Buenos Aires e os das províncias mediterrâneas. Em boa medida, a divisão remontava-se à época colonial, em que o papel portuário de Buenos Aires a fazia titular de interesses comerciais muito diferentes aos do interior artesanal e agricultor. Só um pequeno caserío, Buenos Aires, se beneficiava do tráfico de mercadorias trazidas pelos navios britânicos, aos que pagava com a exportação dos frutos do país, principalmente couro cru e minerais; o conflito entre os comerciantes que importavam bens do Reino Unido, e os fabricantes do interior que não podiam competir com a potência industrial deste, deu lugar já a diversos conflitos durante o Vice-reinado.
O primeiro projecto de estabilizar as sucessivas intentonas que definiram os órgãos executivos do poder nacional nos primeiros anos de organização foi a convocação, em 1812, de uma Assembleia Geral Constituinte, com o objeto de ditar uma lei fundamental para a organização nacional. A Assembleia, conhecida como Assembleia do Ano XIII, se reuniu efectivamente entre o 31 de janeiro de 1813 e 1815; ditou um regulamento para a administração, um Estatuto do Poder Executivo, e promulgou várias normas que dirigiriam a actividade legislativa nos anos subsequentes, mas se viu impedida de tratar a elaboração de uma Constituição. Apresentaram-se ante ela quatro projectos: um elaborado pela Sociedade Patriótica, outro por uma comissão assessora designada pelo Segundo Triunvirato, e dois anónimos; todos eles de corte republicano, introduzindo a divisão de poderes de acordo ao formato imposto pelos teóricos da Revolução francesa, eram, no entanto, fortemente centralistas, delegando a maioria do poder público num poder executivo central com sede em Buenos Aires.
Isto, somado à ausência de alguns deputados provinciais, impediu que se chegasse a um acordo ao respeito. A indefinição da Assembleia, que levava já dois anos de deliberações, foi um dos argumentos que esgrimiu em 1815 Carlos María de Alvear para propor a criação temporária de um regime individual, o chamado Diretório. A Assembleia o promulgo, mas a vazio desta nomeação, não respaldado pelo controle efectivo das forças civis e militares, levou à continuação dos motins, se transladando a tarefa de elaborar um projecto ao Congresso de Tucumán de 1816.
A acção do Congresso neste sentido foi limitada, ainda que frutífera em outros aspectos; sua foi a Declaração de independência da Argentina, o 9 de julho do '16, mas as deliberações a respeito da forma de governo resultaram mais árduas. Em seu seio opunham-se os pensadores de corte liberal, comprometidos com uma forma republicana de governo, com partidários de um regime monárquico-constitucional. Célebre entre estes últimos foi a proposta de Manuel Belgrano, que promoveu o estabelecimento de um descendente dos incas no trono nacional. Os monárquicos afirmavam que era impossível erigir uma república a falta de instituições historicamente desenvolvidas, e que esta resultaria lábil e instável, enquanto suas oponentes esgrimiam precisamente a falta de preconceitos herdados como uma das razões principais para ensaiar um governo democrático.
O Congresso teve que se transladar a Buenos Aires no começo de 1817, ante a ameaça que representava o avanço dos exércitos realistas no norte do país; o 3 de dezembro desse ano sancionou um regulamento provisório. No entanto, os delegados provinciais consideraram que o translado estava orientado sobretudo a assegurar o predomínio porteño na redacção final do texto constitucional, pressionando sobre os congressistas.
Em 1819 viram cumpridos seus temores ante a apresentação da protoconstituição de 1819, caracterizada por um fortíssimo centralismo. Não estipulava o texto em questão nem sequer o regime eleitoral pelo que designar-se-ia ao Director do Estado, mas lhe garantia amplísimas concorrências, entre elas a de designar aos governadores de província e de prover a todos os empregos da administração nacional.
O Congresso ordenou também a San Martín e Manuel Belgrano regressar à capital, à frente de seus respectivos exércitos, para defender a autoridade do diretório; no entanto, se negaram a acatar o mandato. San Martín deteve a suas tropas em Rancagua, no actual território chileno, e ditou a chamada Acta de Rancagua, na que desconhecia a autoridade do Diretório para lhe dar semelhantes ordens; Belgrano, por sua vez, pactuou com as forças federais de José Gervasio Artigas, enquanto o Exército do Norte insurgia-se, pondo às ordens do governador cordobés. A tensão resolveu-se finalmente na batalha de Cepeda (1820), onde as tropas unidas das províncias derrotaram às do director José Rondeau. O resultado da batalha foi o tratado do Pilar, pelo que se estipulava uma forma federativa de organização, na que Buenos Aires seria uma mais entre as 13 províncias.
Derrotado pelas armas, o ideal unitário seguiu, no entanto, vigoroso em Buenos Aires. Bernardino Rivadavia, ministro do governador Martín Rodríguez, redesenhou em termos mais republicanos o projecto de constituição do '19. Aprovado o projecto pela Comissão de Negócios Constitucionais, criada ad hoc, o 1 de setembro de 1826, a constituição de 1826 foi aprovado pela legislatura porteña, mas frontalmente recusado pelas restantes províncias. Nos anos seguintes presenciaram o ocaso temporário do unitarismo e o alça dos caudillos provinciais, regimes bonapartistas. Estabelecidos estes, viram também no projecto de uma Constituição a possibilidade de sofrenar definitivamente a hegemonia porteña por meios administrativos; o governador santiaguenho Juan Felipe Ibarra, o cordobés Mariano Fragueiro e o riojano Facundo Quiroga instavam, a começos da década de 30, a formar uma assembleia representativa presidida por Quiroga. Este sufragó inclusive os estudos de um jovem Juan Bautista Alberdi, de cuja pluma procederiam finalmente as bases do projecto de Constituição para 53. A principal oposição vinha de Buenos Aires, mas não dos letrados e comerciantes unitários porteños, sina do caudillo bonaerense Juan Manuel de Rosas, que asseverava que a ideia era prematura. A morte de Quiroga em Barranca Yaco deu final a esta iniciativa, que, no entanto, tinha conseguido ganhar corpo em 1831 no Pacto Federal, subscrito inicialmente por Buenos Aires, Entre Rios e Santa Fé em 1831, ao que subscrever-se-iam paulatinamente as restantes províncias.
O Pacto Federal estipulava a formação de uma Comissão Representativa, com sede em Santa Fé, ao que a cada uma das províncias aderidas enviaria um representante com atribuições para celebrar tratados de paz, fazer declaração de guerra, ordenar o levantamento do Exército, nomear o general que deveria o mandar, determinar o contingente de tropa com que a cada uma das províncias deveria contribuir, convidar às demais províncias a se reunir em federação e a que, por médio de um Congresso Federativo, se arranjasse a administração do país, baixo o sistema federal, seu comércio interior e exterior, e a soberania, liberdade e independência da cada uma das províncias.

### AsBasesde Alberdi
A Constituição da Argentina de 1853 foi escrita tendo como referência os trabalhos do jurista liberal argentino Juan Bautista Alberdi, autor do livro Bases y puntos de partida para la organización política de la República Argentina. Os constituintes também buscaram inspiração em outras constituições republicanas, como a dos Estados Unidos, e em projetos constituintes anteriores. 
| Wikisource tem uma cópia do livro: Bases e pontos de partida para a organização política da República Argentina de Juan B. Alberdi |

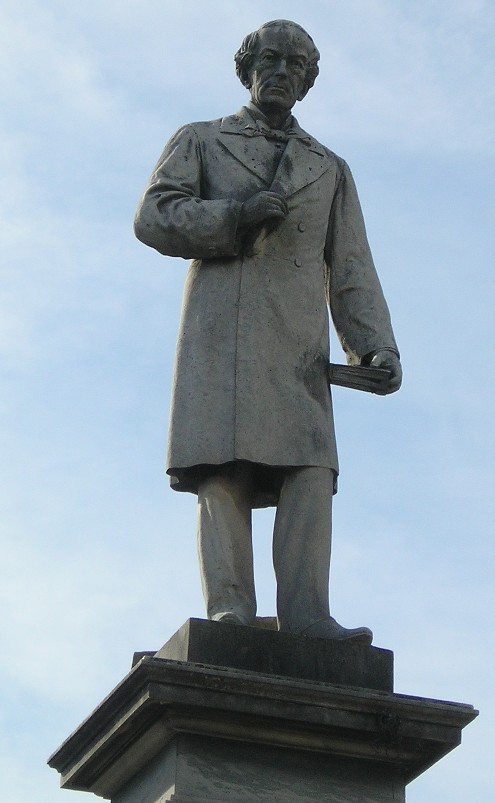
Estátua de Juan B. Alberdi (1810-1884) em sua tumba no Cemitério da Recoleta em Buenos Aires. Sua obra Baseies e pontos de partida para a organização política da República Argentina foi o principal documento de trabalho dos constituintes.

Em 1852, o destacado jurista e pensador argentino Juan Bautista Alberdi escreveu um livro que faria como primeiro documento de trabalho para os constituintes: Bases e pontos de partida para a organização política da República Argentina.
As «Bases» de Alberdi estão integradas por 36 capítulos e um projecto de constituição. Foi escrita rapidamente em abril de 1852 para influir nas deliberações da Convenção Constituinte que começaria a reunir na cidade de Santa Fé a partir de 20 de novembro desse mesmo ano. Ele mesmo reflexiona sobre essa situação vários anos mais adiante com esta palavras:
A obra mestre de Alberdi foi e segue sendo reiteradamente sintetizada baixo o lema de «governar é povoar». A frase está tomada do Capítulo XXXI e estava directamente referido à escassa população que por então habitava a Argentina, muito menor que a que habitava por então no Chile, Bolívia ou Peru.
Anos depois, ele mesmo encarregar-se-ia de precisar o significado desse lema para questionar a imigração de italianos e espanhóis que tinham começado a predominar amplamente entre os estrangeiros que se arraigavam no país.
Em sua obra, Alberdi analisa detalhadamente o direito constitucional sul-americano, criticando-o por ser basicamente cópias das constituições estadunidense e francesa, sem ter em conta as necessidades de progresso económico e material que precisavam os países sul-americanos após a independência. Em sucessivos capítulos analisa as constituições de: Argentina (Cap. III), Chile (Cap. IV), Peru (Cap. V), Colômbia (Cap. VI), México (Cap. VII), Uruguai (Cap. VIII) e Paraguai (Cap. IX).
Alberdi analisa também as novas constituições da época, como a californiana (Cap. XI), à que põe como exemplo de seu ponto de vista constitucional. No capítulo XII aborda a questão de «monarquia ou república» defendendo o presidencialismo como solução intermediária para as nações latinoamericanas:
No capítulo XIII baixo o título «a educação não é a instrução», sustenta que as escolas e universidades devem ser desenvolvidas de modo intimamente relacionado com uma política de industrialização. Também menciona aqui que a religião deve ser parte da educação mais ficar fora da instrução, sentando as bases da escola laica.
No capítulo XIV Alberdi sustenta que os países americanos devem olhar a Europa como fonte de cultura, comércio e população, e sobretudo de futuro, em termos que chegam até o racismo aberto:
Alberdi aborda a questão crucial da imigração capítulo XV, não só para «povoar» o país, sina para reconfigurar radicalmente a mão de obra:
Alberdi pensava numa população de 50 milhões de pessoas que deviam vir espontaneamente, livremente, pelas garantias que a Constituição devia dar para proteger sua propriedade, sua liberdade, a livre circulação, a tolerância religiosa e um amplo acesso à terra. Sustentava que tinha que facilitar a distribuição dos imigrantes em todo o país, e não só no litoral. Atribuía uma importância especial ao caminho-de-ferro: «o caminho-de-ferro é o médio de dar volta ao direito o que a Espanha colonizadora colocou ao revés neste continente».
Adiantava-se Alberdi também à questão das diversas etnias que traria a imigração:
No entanto Alberdi sublinha uma e outra vez que a população argentina deve se configurar basicamente como anglo-sajona:
Alberdi repassa na Bases, uma a uma as bases que precisava o país para se constituir não só juridicamente, sina sobretudo materialmente. Em capítulos sucessivos percorre as leis principais que deveriam ser sancionadas, a formação de um aparelho estatal federal acima do poder das províncias adoptando um federalismo atenuado:
Recomenda estabelecer um sistema de sufrágio qualificado por «a inteligência e a fortuna»; opõe-se terminantemente à ter de Buenos Aires como capital (Cap. XXVI: «Todo governo nacional é impossível com a capital em Buenos Aires»); faz questão de que os constituintes careçam de mandatos (Cap. XXIX:).
Em síntese, para Alberdi a Constituição de 1853 tinha um fim essencialmente económico, elaborada a partir das necessidades específicas do país, partindo de seu problema essencial: o despovoamento (Cap. XXXII).

### O clima político de 1853
A Constituição de 1853 elaborou-se imediatamente ao fundo da derrota porteña na batalha de Caseiros, que deixou a Urquiza à frente dos assuntos nacionais. O 6 de abril de 1852 Urquiza reuniu-se com Vicente López e Planos, governador de Buenos Aires, Juan Pujol, governador de Correntes e representantes santafesinos, decidindo nessa reunião chamar, nos termos do Pacto Federal de 1831, a um Congresso Constituinte para agosto do ano seguinte. Enviou-se imediatamente uma circular às províncias, manifestando os resultados da reunião.
No entanto, Urquiza estava ao tanto da forte oposição que a elite porteña mostrava a sua liderança, e a qualquer tentativa de limitar a hegemonia de Buenos Aires sobre o resto do país. Para enfrentá-la, encomendou a Pujol e a Santiago Derqui a tarefa de elaborar um projecto constitucional que resultasse aceitável aos porteños; o 5 de maio reuniu-se com vários destacados dirigentes em Buenos Aires —entre eles Dalmacio Vélez Sársfield, Valentín Alsina, Tomás Guido e Vicente Fidel López—, lhes oferecendo resgatar o projecto de Constituição Argentina de 1826 de Rivadavia, a mudança de que respaldassem sua autoridade à frente do governo nacional. A jogada resultou em demasia transparente, e o projecto encontrou uma frontal rejeição.
O 29 de maio teve lugar a reunião definitiva com os representantes provinciais, em San Nicolás dos Arroios. As deliberações duraram dois dias, e finalmente concluíram na assinatura do acordo de San Nicolás, que outorgava a Urquiza o diretório provisório da Confederação e convocava para agosto à realização da Convenção Constituinte, à que a cada uma das províncias enviaria dois representantes. Além das províncias directamente representadas —Entre Rios, por Urquiza; Buenos Aires, por López e Planos; Correntes, por Benjamín Virasoro; Santa Fé, por Domingo Crespo; Mendoza, por Pascual Segura; San Juan, por Nazario Benavídez; San Luis, por Pablo Lucero; Santiago do Estero, por Manuel Taboada; Tucumán, por Celedonio Gutiérrez; e A Rioja, por Manuel Vicente Bustos— se ativeram ao acordo Catamarca, que designou a Urquiza como seu representante, e Córdoba, Salta e Jujuy, que ratificá-lo-iam posteriormente.
A oposição porteña não fá-se-ia esperar; enfrentando-se a López e Planos, a quem consideravam urquicista, Alsina, Bartolomé Mitre, Vélez Sársfield e Ireneo Portela denunciaram o acordo, alegando que não se tinham dado a López atribuições para o assinar, que o mesmo vulnerava os direitos da província, e que por seu intermediário se outorgavam poderes despóticos a Urquiza. Os debates ao respeito —conhecidos como as jornadas de junho— foram veementes, e concluíram com a renúncia de López e Planos o 23 de junho de 1852. A Legislatura elegeu para substituí-lo a Manuel Guillermo Pinto, mas Urquiza fez uso das faculdades de que o dotava o acordo para intervir a província, dissolver sua legislatura e repor a López à frente. Quando este voltasse a renunciar, Urquiza assumiu pessoalmente o governo, nomeando um conselho de estado de 15 membros como corpo deliberante.

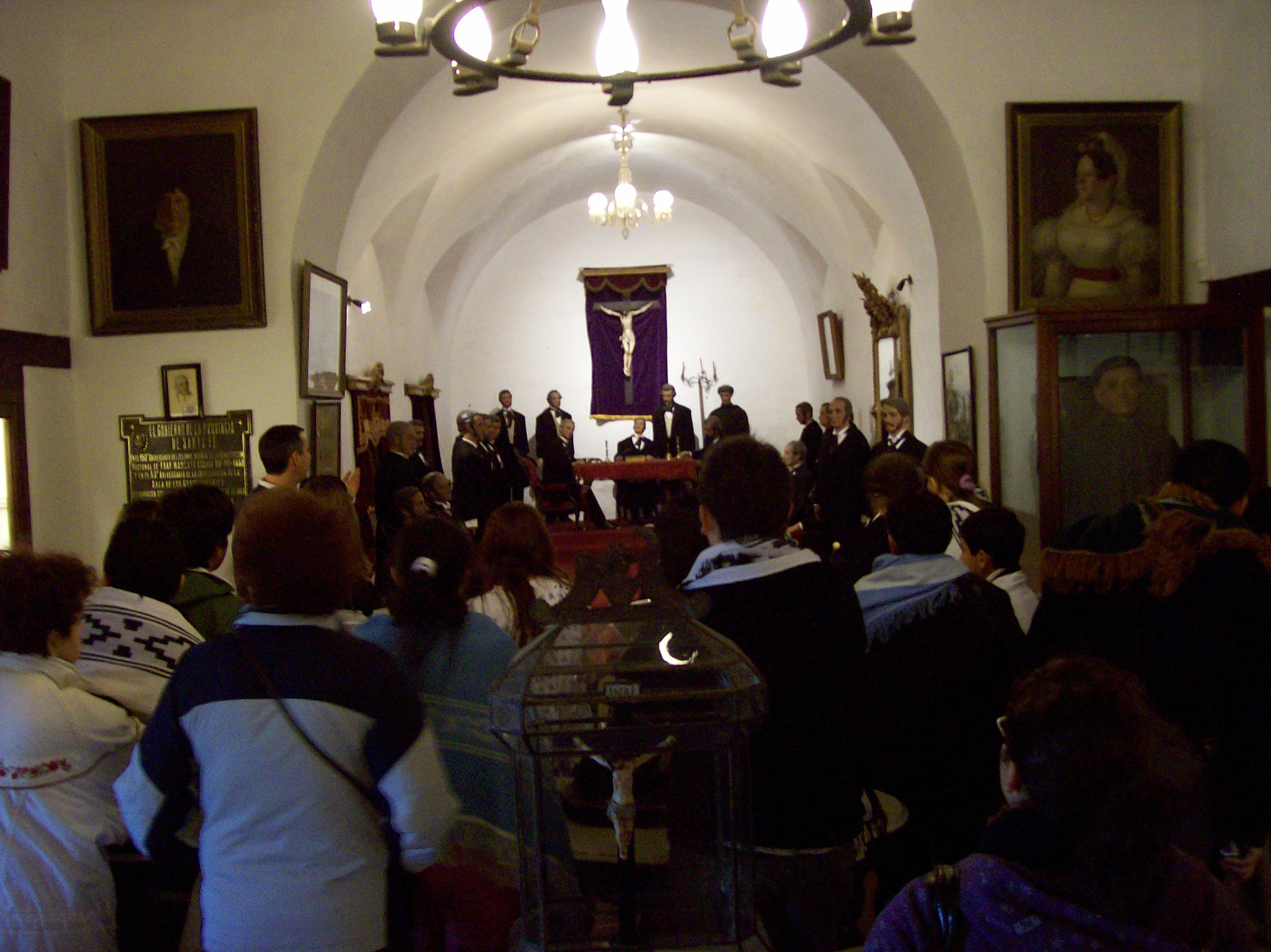
Museu e Salão da jura da Constituição, Santa Fé, Argentina

O controle pessoal dos assuntos por Urquiza durou até setembro, quando este partiu a Santa Fé para as sessões da Convenção Constituinte, junto com os deputados eleitos Salvador María do Carril e Eduardo Lahitte, deixando ao general José Miguel Galã como governador provisório. Três dias mais tarde, o 11 de setembro, Mitre, Alsina e Lorenzo Torres alçaram-se contra as tropas de Galã e restauraram a Legislatura. O 22 do mesmo mês revogariam sua adesão ao acordo, recusariam a autoridade de Urquiza e enviariam ao general José María Paz para tentar estender a revolta ao interior; não o conseguiram, mas o amplo apoio com que contavam fez desistir a Urquiza de sua intenção de reprimir a revolta, e tentou negociar com os insurgidos, enviando a Federico Báez para tratar com eles.
Os portenhos retiraram seus deputados da Assembleia, e instaram às províncias a fazer o próprio. Em frente à negativa dos governos provinciais, Alsina e Mitre prepararam forças para atacar Entre Rios, Santa Fé e Córdoba, com o objeto de debilitar a posição de Urquiza e questionar sua legitimidade. O 21 de novembro um exército às ordens de Juan Madariaga tentou tomar por assalto a cidade de Concepção do Uruguai, mas foi recusado pela guarnição encabeçada por Ricardo López Jordán, que notificou a Urquiza da situação; o falhanço de Madariaga desbaratou a tentativa de Paz de avançar sobre Santa Fé, e a intenção de Mitre de ganhar para sua causa ao correntino Pujol para atacar Entre Rios viu-se frustrada pela adesão deste a Urquiza. Sem os representantes porteños, mas com o acordo das províncias, a Convenção começou a ter sessões em novembro de 1852.

## Os constituintes
O tratado de San Nicolás fixava o princípio de representação igualitária para a cada uma das províncias da Confederação, enviando a cada uma dois deputados. Este foi um dos pontos de ruptura com Buenos Aires, a mais populosa das províncias, que pretendia o aplicativo da proporcionalidade por habitantes; de aplicar-se este critério, Buenos Aires tivesse contado com 18 constituintes, e tivesse-se precisado a quase unanimidade em sua contra para opor-lhe exitosamente as pretensões do interior. Os convênios de San Nicolás, no entanto, tinham preferido dar igual peso aos critérios do marginado interior.
As diferenças provinciais deram lugar a constituintes de extracção muito variada; vários deles não pertenciam à profissão legal, tendo militares, religiosos e literatos. Alguns se tinham exilado durante o governo de Rosas, enquanto outros tinham mantido actividade política durante este período. As diferenças expressar-se-iam nos principais diferendos a respeito do desenho constitucional, que arraigariam sobretudo na questão religiosa e na atitude a tomar em frente ao problema porteño.
Depois do retiro dos deputados porteños, Salvador María do Carril e Eduardo Lahitte, seguindo ordens dos insurrectos porteños, a composição da Convenção ficou conformada por:
- o advogado cordobés Juan do Campillo (por sua província);
- o sacerdote catamarqueño Pedro Alejandrino Centeno (por sua província);
- o jujeño José da Quintana (por sua província);
- o sanjuanino Salvador María do Carril (por sua província);
- o mendocino Agustín Delgado (por sua província);
- o advogado cordobés Santiago Derqui (por sua província);
- o correntino Pedro Díaz Colodrero (por sua província);
- o brigadier geral correntino Pedro Ferré (por Catamarca);
- o sanjuanino Ruperto Godoy (por sua província);
- o advogado santiagueño José Benjamín Gorostiaga (por sua província);
- o porteño Juan María Gutiérrez (por entre Rios);
- o advogado salteño Delfín B. Huergo (por San Luis);
- o sacerdote santiagueño Benjamín Lavaisse (por sua província);
- o santafesino Manuel Leiva (por sua província);
- o advogado puntano Juan Llerena (por sua província);
- o advogado cordobés Regis Martínez (pela Rioja);
- o advogado jujeño Manuel Padilla (por sua província);
- o fraile dominico tucumano José Manuel Pérez (por sua província);
- o entrerriano José Ruperto Pérez (por sua província);
- o advogado santafesino Juan Francisco Segui (por sua província);
- o advogado e médico correntino Luciano Torrent (por sua província);
- o advogado mendocino Martín Sapata (por sua província);
- o advogado tucumano Salustiano Zavalía (por sua província);
- o doutor em direito salteño Facundo Zuviría (por sua província).

Vários dos constituintes não eram nativos das províncias que representavam, e outros deles tinham deixado de residir nelas fazia tempo; os porteños opositores à celebração da Convenção os motejaron de alquilones. A historiografia revisionista tem enfatizado esse ponto para sugerir que os congressistas foram escassamente representativos dos povos provinciais, e certamente a extracção dos mesmos não era precisamente popular, se compondo sobretudo de intelectuais e juristas. No entanto, desde outro ponto de vista lhos desculpa por considerar-se que a maioria deles tinham tomado o caminho do exílio por diferendos políticos com o governo de Rosas ou os demais governadores federais.
O presidente da Convenção foi o advogado Zuviría, doutor pela Universidade de Córdoba, que tinha participado na redacção da primeira Constituição de sua província o 9 de agosto de 1821. À inauguração das sessões, no dia 20 de novembro —realizada pelo governador de Santa Fé, Domingo Crespo, já que Urquiza achava-se na frente— Zuviría destacou as dificuldades às que se enfrentava a Convenção, em especial o confronto armado com Buenos Aires e a falta de antecedentes constitucionais, que fazia necessário um trabalho prévio de elaboração de material. Da opinião contrária era o santafesino Manuel Leiva, que argumentou a urgência de um ordenamento. A deliberação foi enconada, mas a alternativa de Leiva contou com o apoio da maioria.

## Elaboração do texto constitucional
A comissão encarregada da redacção do projecto não demorou em se reunir; compunham-na Leiva, o porteño Juan María Gutiérrez (deputado por entre Rios), o advogado santiagueño José Benjamín Gorostiaga, e os correntinos Pedro Díaz Colodrero e Pedro Ferré (este último deputado por Catamarca).
Ainda que as províncias contassem já com constituições às que poderia se ter recorrido como modelo, estas se julgaram inconvenientes para tratar os problemas próprios da organização nacional; as constituições provinciais eram em sua maioria unitárias, e os constituintes defenderam unanimemente pela conveniência de adoptar uma forma federal de organização. Os modelos eram as poucas constituições vigentes: a de Estados Unidos de 1787, a gaditana de 1812, a suíça de 1832, as chilenas de 1826 e de 1833, e as constituições republicanas de da França de 1783 e 1848, mas sobretudo a obra de Juan Bautista Alberdi —exilado no Chile—, que tinha remetido a Juan María Gutiérrez um projecto de constituição em julho, a pedido de seus amigos. Com tudo, a base para a organização do texto foi a constituição unitária de 1826 de Rivadavia, à que se adaptou à forma federal sem alterar boa parte de seu articulado.
Gutiérrez e Gorostiaga, dentro da Comissão de Negócios Constitucionais, foram quem estiveram efectivamente à frente da redacção do anteprojecto. Gutiérrez tinha já tido mão nele através de sua correspondência com Alberdi, a quem tinha sugerido que incorporasse à segunda edição de suas Bases um projecto desenvolvido, para facilitar a tarefa dos constituintes; o grosso do labor ficou em mãos de Gorostiaga, a quem ocupou desde o 25 de dezembro até mediados de fevereiro a tarefa. Gorostiaga recorreu à Constituição dos Estados Unidos —numa lamentável tradução, obra do militar venezuelano Manuel García de Sena, a única da que se dispunha em América por esse então—, a Alberdi e à constituição do '26, sobretudo. Desta última recolheu as secções sobre as garantias individuais, sobre a composição do poder legislativo e parte das concorrências do poder executivo.
Uma vez acabado o texto, no entanto, topou com a resistência dos três decanos da Comissão, Leiva, Díaz Colodrero e Ferré. As discussões ao respeito centraram-se em dois pontos, particularmente arduos no contexto nacional do momento: a condição da cidade de Buenos Aires, e o status da Igreja Católica no estado. A composição da comissão, pouco representativa do conjunto dos congressistas, teve que modificar na sessão do 23 de fevereiro para que o projecto pudesse se dar a trâmite. No entanto, teve uma demora interina de outros dois meses, devida à situação política; o 9 de março Ferré e Zuviría, que tinham sido enviados a parlamentar com os insurrectos porteños, tinham pactuado com estes a reincorporação dos deputados de Buenos Aires à Convenção, com uma representação ajustada a sua população. As tratativas, no entanto, não chegaram a bom porto; depois de uma longa espera, o 15 de abril Urquiza deu ordem de reiniciar as sessões, e tratar o tema expressamente de modo de ter o texto pronto em maio.
A proximidade do texto constitucional ao modelo norte-americano não foi do agrado de todos os congressistas; Zuviría leu, na inauguração das sessões o 20 de abril, um longo memorial contra o aplicativo indiscriminado de princípios estrangeiros a um país cuja forma de organização, afirmava, não estava habituada a ela. Propunha, em mudança, levar a cabo um estudo sobre as instituições locais e empregá-lo como base. Junto com fray Pérez, o presbítero Centeno e Díaz Colodrero, foram os únicos em votar em bloco na contramão do anteprojecto. O resto dos congressistas, tanto por razões ideológicas como pela urgência política que lhes supunha o ditado do texto, se dobrou pelo contrário à iniciativa da Comissão. O texto tratar-se-ia nos dez dias seguintes.
O boicote empreendido pelos porteños tinha acendido a já tradicional inimizade entre capital e interior, incitado durante os anos do rosismo pela mão de ferro com que se tinha governado o país em favor do campo porteño. Um dos pontos mais controvertidos era o rendimento aduaneiro, que —sendo Buenos Aires o principal porto de águas profundas do país, e o único com tráfico activo de mercadorias com Europa— se arrecadava em sua quase totalidade nessa cidade. A renúncia a ceder os cuantiosos custos assim arrecadados às finanças nacionais tinha sido um dos principais pontos de controvérsia entre Urquiza e a oligarquía porteña; do mesmo modo, enfrentava de maneira profunda os interesses económicos dos comerciantes da cidade, comprometidos com o livre rendimento de mercadorias, e os artesanatos do interior, que requeriam protecção para estimular seu desenvolvimento.
O grosso dos convencionais —em especial Gorostiaga e Gutiérrez— abogó por extremar as medidas tendentes a acabar com a hegemonia porteña, federalizando o território da cidade de Buenos Aires e separando-a assim dos interesses da província. Enquanto o grupo dos moderados, encabeçado por Zuviría e Roque Gondra, estimava que a declaração constitucional da capital federal não resultava conveniente, pois alienaria aos porteños e impediria a negociação de sua reincorporação pacífica à Confederação, a facção maioritária sustentava que a oportunidade de expor as razões dos porteños tinha sido revogado ao retirar seus deputados, e que a vontade constituinte não deveria duvidar pela necessidade de tomar as armas contra a própria capital de ser isso necessário para o futuro bem do país.
As negociações foram árduas, e concluíram numa solução de compromisso, pela qual a capital de Buenos Aires se fazia explícita no artigo 3º, mas sujeitando a uma lei especial, que se aprovou conjuntamente com a Constituição, de tal maneira de permitir sua modificação de maneira mais flexível. No entanto, a afirmação da soberania da Convenção sobre o território bonaerense e porteño fazia-se explícita, tanto no artigo 3º como no 32º, 34º e 42º, que dispunham a eleição de senadores e deputados pela capital, o 64º que estipulava para o Congresso Nacional a exclusividade da legislação no território da capital, o 78º que mandava a eleição de eleitores presidenciais pela capital, o 83º que concedia ao Presidente da Nação a liderança imediata da capital, e o 91º que fixava ali a residência do Corte Suprema de Justiça da Nação. A lei da capital federal finalmente aprovada fixava prescrições para o caso de que fosse impossível fixar imediatamente a capital em Buenos Aires —como de facto sucedeu.
Outro ponto arduo foi o da liberdade de culto, à que um grupo —os chamados montoneros, poucos mas influentes, capitaneados pelo presbítero Centeno e fray Pérez, além de Zuviría, Leiva e Díaz Colodrero— se opôs veementemente. Os argumentos abarcaram desde o teológico-jurídico, como no caso de Centeno, que afirmava a contrariedad da liberdade de cultos com o direito natural, até o pragmático-histórico, como no caso de Díaz Colodrero e Ferré, que observaram que a observância de outros cultos poderia irritar ao povo e fomentar o aparecimento de novos caudillos que se fizessem porta-vozes da tradição opondo ao marco constitucional. Pelo contrário, os convencionais mais influídos por Alberdi e as ideias da geração do '37 abogaron pela liberdade de cultos, assinalando que esta favoreceria a imigração, simplificaria as relações com outros Estados —como as fixadas no tratado com o Reino Unido de 1925— e, em especial na intervenção de Lavaysse, que não era matéria de legislação a consciência, sina só os actos públicos. O sector liberal prevaleceu por 13 votos contra 5, mas a discussão arrastou-se à abolição dos fueros religiosos, à obrigação de professar a religião católica para os servidores públicos do Estado, e à conversão dos aborígenes. Finalmente, cederam aos montoneros a exigência de que o presidente professasse o catolicismo, que manter-se-ia até a reforma de 1994.

## A Constituição

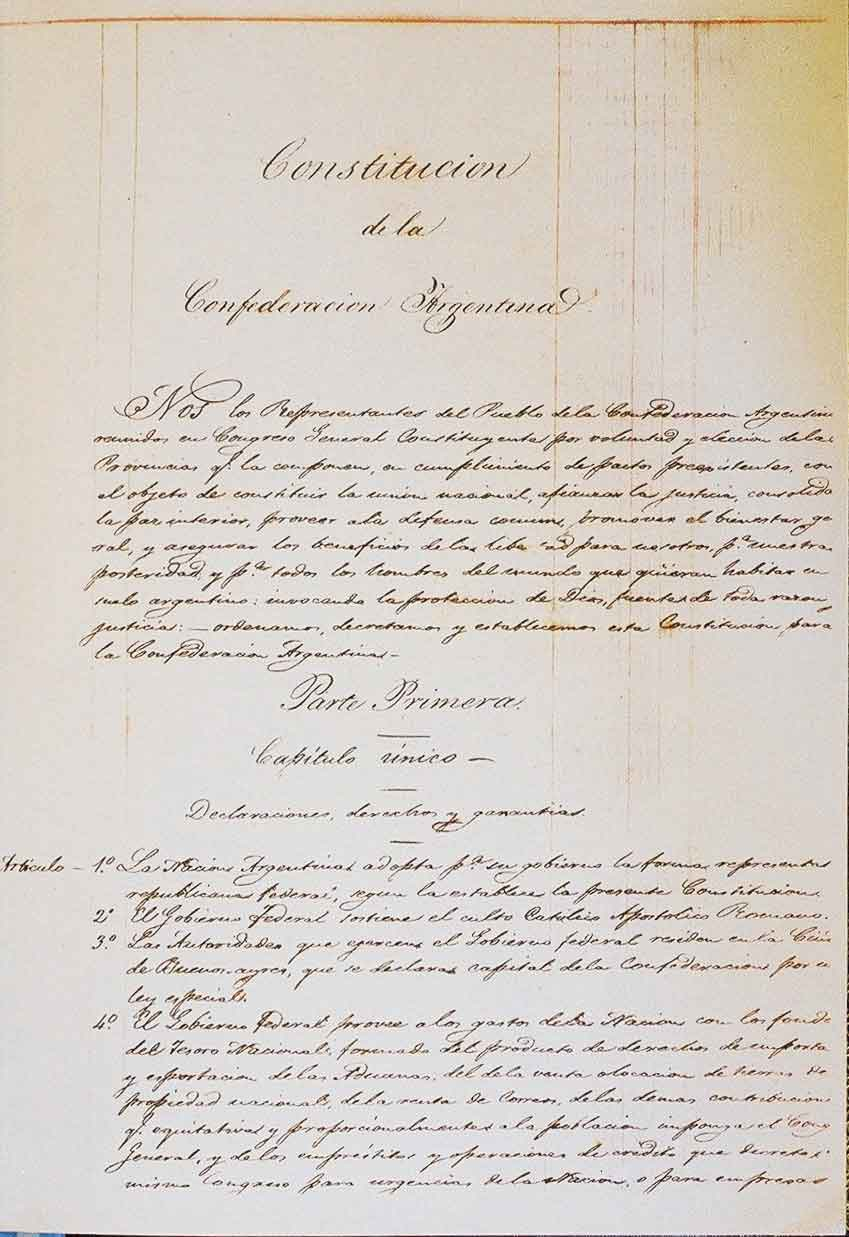
Capa do manuscrito original da Constituição de 1853

O texto finalmente sancionado estava composto de um preâmbulo e 107 artigos, organizados em duas partes: um a respeito dos direitos dos habitantes, e uma a respeito da organização do governo. A constituição da Confederação Argentina inicia-se com o seguinte Preâmbulo que lista os fins gerais da Constituição:

### Preâmbulo
A Constituição da Confederação Argentina inicia-se com o seguinte preâmbulo que lista os fins gerais da Constituição:
Dito Preâmbulo tem valor interpretativo para a doutrina constitucional argentina. Como se disse, faz referência aos fins perseguidos pelo Estado Federal. Não há que desconhecer que também é uma manifestação de fé no povo, a quem se reconhece ser fonte do poder constituinte: "...os representantes do povo da Confederação Argentina". Reconhece-se a preexistência histórica das províncias argentinas, principais organizadoras do regime federal.
São seis os fins que persegue o Estado Federal segundo o Preâmbulo, a saber:
1. Afianzar a justiça: o Congresso tem a capacidade de introduzir as formas de legislação necessárias para que o reconhecimento dos direitos e o exercício dos poderes, reconhecidos pela Constituição Nacional e as leis, se faça com equidade e sem discriminação.
2. Constituir a união nacional: formar um Estado Nacional sólido e com a suficiente autoridade como para se fazer cargo das atribuições delegadas pelas províncias.
3. Consolidar a paz interior: é o fortalecimento da soberania popular e suas instituições, e evitar o confronto entre os argentinos.
4. Prover à defesa comum: aqui não se alude ní prioritariamente à defesa bélica, ainda que a compreende, é verdade que também a estende, pois o adjectivo "comum" indica que deve se defender todo o que faz ao conjunto social, o que é comum à Comunidade. Isto compreende, em primeiro lugar, à defesa da Constituição Nacional, as províncias, a população, os valores, o estado de direito, o federalismo, etc.
5. Promover o bem-estar geral: é a preocupação por constituir um país que garanta um nível de vida decente para da população. Corte-a Suprema da Nação Argentina tem dito que o bem-estar geral do preâmbulo, é sinônimo do «bem comum» da filosofia clássica.
6. Assegurar os benefícios da liberdade: esta liberdade extensível a «todos os homens do mundo que queiram habitar solo argentino» encerra o conceito de dignidade humana obrigando à sociedade e ao Estado a criar a possibilidade verdadeira e real de que o indivíduo desenvolva em plenitude sua personalidade e direitos.

O preâmbulo estava destinado a asseverar a legitimidade da Constituição, sintetizando o programa legislativo e político dos constituintes. Para desocupar as dúvidas a respeito de seus interesses, recorda que o ditado da Constituição obedecia a «pactos preexistentes», subscritos pelas autoridades provinciais; afirmava o projecto de garantir a unidade e a paz interior, e a formação de uma frente comum para o estrangeiro; assinalava o expresso objectivo de povoar o território, num sentido alberdiano, oferecendo-se a todos os homens do mundo que queiram habitar no solo argentino; para terminar invocando a inspiração de Deus, numa fórmula aceitável tanto para todas as religiões e os deístas ilustrados.

### Declarações, Direitos e Garantias
Os 31 artigos da parte primeira, titulada Declarações, Direitos e Garantias, estabeleciam os fundamentos do regime político; é nesta secção em que a diferença com a Constituição de 1826 se faz mais patente. Introduzia formalmente a divisão de poderes do regime republicano, a participação representativa e o federalismo; fixava o estabelecimento de uma capital federal, a autoridade da cada uma das províncias para estabelecer sua própria constituição, a autonomia destas em seus assuntos internos salvo em caso de insurreição ou de ataque exterior, a unidade judicial, aduaneira e policial do país; e estabelecia os direitos fundamentais dos cidadãos.
De acordo com as disposições da Assembleia do ano XIII, que tinha decretado a liberdade de ventres, a Constituição abolia a escravatura, os mayorazgos e as prerrogativas de nobreza, fixando a igualdade jurídica. A protecção da lei estendia-se a todos os habitantes do país, não só aos cidadãos, como médio para fomentar o assentamento; o artigo 20º declarava-o expressamente, e o 25º declarava expressamente a promoção oficial da imigração europeia.
Os direitos expressamente reconhecidos recolheram-se principalmente no artigo 14º, que instituía a liberdade de trabalho, de navegação, de comércio, de residência e viagem, de imprensa, de associação, de culto, de ensino e de petição às autoridades. Outros artigos detalhavam ademais a protecção da propriedade privada, a inviolabilidade do domicílio, a pessoa e o correio, e a liberdade total nos assuntos privados.
Várias das declarações da primeira parte estavam directamente relacionadas com as finanças nacionais, e com o desafio ao predomínio naval porteño. O artigo 4º nacionalizava a renda aduaneira, o 9º e 10º reservavam ao governo federal a cobrança de direitos e eliminavam as barreiras internas, e o 11º, 12º e 26º declaravam a liberdade de trânsito.
O artigo 29º, finalmente, transmitia nas disposições constitucionais a história recente, proibindo a concessão da soma do poder público —a fórmula com que se tinha consagrado o segundo governo de Rosas— a qualquer servidor público.

### Organização do governo
De acordo ao regime republicano, os 76 artigos da parte segunda regulamentavam a divisão do governo em três poderes: executivo, legislativo e judicial. Só os últimos 7 breves artigos estavam dedicados à organização dos governos provinciais, em vista de que o regime da cada um destes deveria dar por uma constituição própria.

#### O Poder Legislativo
Os artigos 32.º ao 63.º contêm as disposições relativas ao poder legislativo. O titular deste é o Congresso da Nação Argentina, composto por uma Câmara de Deputados, que representa directamente ao povo argentino, e um Senado, integrado pelos representantes das províncias e da capital. No projecto de Alberdi afirmava-se explicitamente que a cada deputado representaria à entidade política que o tinha elegido —a província— e não directamente ao povo, mas este esclarecimento não se incorporou ao texto de Santa Fé.
Os senadores eleger-se-iam equitativamente para a cada província e a capital federal, duas para a cada uma delas, com um voto a cada um. Os deputados, a sua vez, responderiam proporcionalmente ao número de habitantes das províncias e a capital federal, considerados a esse efeito distritos eleitorais. A constituição não reconhecia de modo algum a existência de partidos políticos, um facto natural em vista da incipiente organização do país nesse sentido.
As incompatibilidades no exercício da função legislativa estendiam-se ao exercício do sacerdócio regular, em vista da norma de obediência que vincula ao clero com seus superiores, e ao emprego no poder executivo, como ministro ou em outro cargo, salvo autorização especial. A constituição ditava expressamente que a tarefa legislativa deveria ser remunerada.
Para evitar a interferência do executivo na actividade do Congresso, os legisladores gozavam de imunidade ante questão judicial pelo expressado em sua função, e não podiam ser presos salvo in flagrante delicto; só a própria câmara estava facultada para revogar estas mordomias e dar curso à investigação de um juiz competente.
A cada câmara era único juiz a respeito da eleição, direitos e títulos de seus membros; estava a cargo da elaboração de seu regulamento interno, e da sanção das condutas de seus membros em caso de desordem ou incapacidade. Para sessão, as câmaras requeriam um quorum da maioria absoluta de seus membros, ainda que um número menor tivesse direito a compelir à presença dos ausentes. Maioria especial requeria-se para as reformas constitucionais e os regulamentos. As câmaras estavam facultadas para interpelar aos ministros do poder executivo, convocando-os a apresentar-se em frente a elas.
Ambas as câmaras dispunham de iniciativa em matéria legislativa, com umas poucas excepções. A aprovação dos projectos devia dar-se separadamente pela cada câmara; a rejeição de uma implicava o arquivo da iniciativa durante o resto do ano, e as correcções ou emendas introduzidas pela câmara revisora implicava seu regresso à câmara de origem para uma nova votação. Aprovadas, as leis entregavam-se ao poder executivo para sua promulgação; ainda que este contava com faculdade de veto, parte de sua função colegislativa, a insistência de dois terços dos membros de ambas as câmaras obrigava ao executivo a promulgaria sem conserto possível. A fórmula O Senado e a Câmara de Deputados da Confederação reunidos em Congresso, decretam ou sancionam com força de lei era preceptiva na redacção das leis.
As sessões ordinárias do Congresso, reunido excepcionalmente numa sozinha câmara, chamada Assembleia Legislativa, tinham início com presença do presidente o primeiro de maio da cada ano, e abarcavam o período até o trinta de setembro. A figura das sessões preparatórias compreende a incorporação dos eleitos, e as de prorrogação dispõe-nas a própria câmara ou o presidente, para finalizar os temas inconclusos ao fechamento do ciclo ordinário. O presidente pode chamar também a sessões extraordinárias, nas que fixa um temário de urgência em período de recesso.

##### A Câmara de Deputados
A quantidade de deputados fixou-se num para cada 20 000 habitantes, ou fracção não inferior a 10 000; autorizou-se expressamente que por lei do Congresso estas cifras se ajustassem após a cada censo.
Uma cláusula transitória, no artigo 34.º, indicava um mínimo de dois deputados por província, independentemente de sua população; atribuía à capital federal, à província de Buenos Aires e à província de Córdoba seis deputados a cada uma, quatro às de Correntes e Santiago do Estero, três às de Tucumán, Salta, Catamarca e Mendoza; e dois a Santa Fé, San Juan, Entre Rios, A Rioja, San Luis e Jujuy. Dada a ausência dos representantes porteños, até 1866 a Câmara contaria com 38 representantes.
Os requisitos para a eleição de deputados eram os vinte e cinco anos de idade, e ao menos quatro de ostentar a nacionalidade argentina; o requisito de ser natural ou residente continuado da província pela qual lho elege não acrescentar-se-ia até a reforma de 1860. A proposta de De Ángelis de requerer o exercício de uma profissão liberal ou a tenência de terras foi finalmente recusada.
O mandato dos deputados durava quatro anos, com possibilidade de reeleição; a renovação da câmara fá-se-ia por metades, a cada dois anos; uma disposição transitória fixava que se sortearia entre os primeiros eleitos quem disporiam só de dois anos de mandato, uma prática lamentavelmente repetida em outros momentos da história nacional depois da dissolução do Congresso pelos governos militares.
A eleição dos deputados segundo a Constituição devia efectuar-se «a simples pluralidade de sufrágios». A interpretação desta ambígua frase foi fonte de disputas daqui por diante, mas até 1912 predominou a doutrina que indicava que a lista ganhadora por maioria ou primeira minoria designava à totalidade dos deputados. Leis posteriores estabeleceram o sistema de voto uninominal e por circunscrições, fixado na lei n.º 4 161/02; de «voto restringido», fixado na lei n.º 8871/12, conhecida como Lei Sáenz Peña, pela qual a maioria (ou primeira minoria) contaria com dois terços das cadeiras, se cedendo o resto à formação imediatamente sucessiva em ordem de votos; novamente de voto uninominal pela lei n.º 14 032/51; e finalmente o sistema proporcional D'Hont.
À Câmara de Deputados, representante do povo, correspondia em exclusiva a iniciativa nas leis sobre recrutamento de tropas, e sobre temas impositivos, bem como a promotoria em instâncias de julgamento político contra as autoridades dos três poderes da Nação e os governadores provinciais, nas que o Senado oficiaria. Para a iniciação de julgamento político, as duas terceiras partes dos deputados deveriam referendar a petição apresentada por um de seus membros.

##### O Senado
A eleição dos senadores, representantes das entidades provinciais, correspondia às Legislaturas das que as províncias se dotassem, bem como à da Capital Federal; o regime de eleição assimilava-se ao do presidente e vice, através de um colégio eleitoral composto por eleitores votados directamente pelo povo. A duração de seu mandato fixava-se em nove anos, com possibilidade de renovação indefinida, renovando-se a câmara por terços em períodos trienais. Até 1860 26 senadores, os das 13 províncias excluídas Buenos Aires e a capital, conformaram a Câmara.
Os requisitos para a eleição no cargo são os trinta anos de idade e seis de cidadania argentina; o requisito de ser natural ou residente continuado durante dois anos da província pela qual lho elege não acrescentar-se-ia até a reforma de 1860. Ademais, exigiu-se a disposição de uma renda anual de duas mil pesos fortes ou seu equivalente; estudos históricos fixam este rendimento no correspondente a 33 kg de ouro de boa lei. A convenção debateu arduamente este ponto, mas foi aprovado. No entanto, a falta de provisões para sua actualização levaria eventualmente a seu desuso. A presidência do Senado correspondia ao vice-presidente da Confederação, dotado de voto só em caso de empate. Até a década de 1940, a renda anual estava fixada em 12 kg ouro.
Esta organização, pese ao rasgo oligárquico que significava a exigência de uma renda mínima, diferia em muito do projecto unitário de 1819, que estipulava um senador por província, aos que somava três pelo Exército, três pela Igreja Católica, um pela cada universidade e os ex-diretores a partir da finalização de seu cargo. Aproximava-se bem mais ao projecto alberdiano, que fixava um titular e um suplente pela cada província.
O Senado contava com concorrência exclusiva nas iniciativas de reforma constitucional, e com a função judicial nas instâncias de julgamento político. Ainda que não compartilhasse, como na constituição dos Estados Unidos em que se inspirou estreitamente sua organização, as faculdades de política exterior com o presidente, este precisava seu acordo para a declaração do estado de lugar, e só podia ausentar-se com sua permissão do território da capital federal. Prestava acordo também nas designações dos ministros do Corte Suprema e os tribunais federais, dos ministros, e dos altos cargos do Exército e a Armada.

##### Exercício transitório do Poder Legislativo
As primeiras leis ditadas em vigência da Constituição não foram obra do Congresso, sina da própria convenção constituinte, à que o acordo de San Nicolás habilitava para isso. Entre as leis que ditou estiveram a de federalizar Buenos Aires, a de tarifas aduaneiras, a de livre navegação e o estatuto de fazendas.

#### O Poder Executivo
Os artigos 71.º a 90.º continham as estipulações relativas ao poder executivo. O titular do mesmo era individual, e levava o título de Presidente da Confederação Argentina. Um vice-presidente, eleito conjuntamente com ele, supri-lo-ia em caso de ausência, inabilidade ou renúncia.
Os requisitos para a eleição como presidente eram similares aos exigidos para os senadores; acrescentava-se-lhes a condição de nativo, ou de ser filho de um em caso de ter nascido fora do território nacional, e a prática da religião católica, única concessão aos montoneros. Seu mandato estender-se-ia por um período de seis anos, sem possibilidade de reeleição até que um período completo tivesse passado; nenhuma causa permitia a extensão do mesmo para além dos seis anos cumpridos desde a data original de assunção.
O procedimento para a eleição presidencial era indireto; o eleitorado da cada província escolheria um número de delegados, igual ao duplo da quantidade total de deputados e senadores que se elegessem pela mesma. Os eleitores de cada província votariam discricionalmente aos candidatos que julgassem mais convenientes, e remeteriam cópia selada de sua resolução ao Senado da Nação; uma vez recebidas todas as listas, a Assembleia Legislativa realizaria o escrutínio das mesmas. De ter como resultado maioria absoluta de um candidato, a proclamação seria automática. Em caso de não contar nenhum com a mesma, a Assembleia Legislativa elegeria imediatamente e a simples pluralidade de sufrágios entre os dois candidatos mais votados, ou mais em caso de ter empate no primeiro ou segundo posto. Neste último caso, de não ter candidato com maioria absoluta em primeiro lugar, realizar-se-ia balotaje entre os dois candidatos mais votados na primeira volta. O quorum para esta eleição era de três quartas partes dos congressistas.
De acordo ao primeiro inciso do artigo 90.º, o presidente era a autoridade suprema da Confederação, no que se denomina um regime presidencialista: não respondia de suas acções, dentro do marco imposto pela Constituição, a nenhuma autoridade superior, e não requeria da aprovação do Congresso para o exercício das atribuições que lhe competem. Era ademais o titular do poder executivo da cidade designada capital federal, e o chefe das forças armadas.
O presidente gozava de faculdades co-legislativas: além da sanção e promulgação das leis ditadas pelo Congresso, incluindo a faculdade de veto, estava a seu cargo a expedição dos regulamentos necessários para o aplicativo da lei, chamados decretos, ainda que respeitando o espírito original da mesma. A assinatura de tratados com outros estados estava a seu exclusivo cargo, bem como a decisão de dar ou não trâmite aos documentos emitidos pelo pontífice católico.
Como autoridade em matéria de política exterior, é o encarregado da nomeação de embaixadores e outros ministros destinados à negociação com as potências estrangeiras; a eleição e remoção dos titulares de embaixada requeria acordo senatorial —um vestígio da influência da constituição norte-americana, na que o Senado compartilha com o presidente a potestade sobre as relações exteriores, sobre os convencionais—, mas a dos servidores públicos de faixa inferior estava inteiramente a seu cargo. Pelo mesmo, era a autoridade a cargo da gestão dos assuntos militares, dispondo do exército, designando aos oficiais do mesmo —com acordo do Senado, em caso dos postos superiores—, emitindo patentes de corso, declarando a guerra ou decretando o estado de lugar quando sua causa é o ataque de uma potência estrangeira.
Seu envolvimento com as tarefas do Congresso não se limitava à promulgação das leis: estava a cargo do presidente a abertura das sessões em Assembleia Legislativa, na que comunicava ao mesmo suas considerações a respeito de sua tarefa, e a prorrogação ou convocação a sessões fosse do período ordinário.
Com respeito ao poder judicial, estava a seu cargo a designação dos juízes dos tribunais federais, para o que requeria o acordo senatorial; ademais, contava com a faculdade de indultar aos condenados por delitos de jurisdição federal, salvo em casos de julgamento político. Não tinha a faculdade de impor condenações, mas sim de —em estado de lugar— decretar a detenção temporária ou o translado de pessoas, salvo que estas preferissem abandonar o território nacional. Se não contava com o acordo do Congresso ao as ditar, estas medidas caducavam automaticamente aos 10 dias.
Como encarregado da administração nacional, lhe estava encomendada a arrecadação da renda nacional e seu aplicativo, dentro do marco da lei de orçamento; tinha faculdade para outorgar o goze de licenças ou montepíos, e para obter qualquer classe de informação por parte da administração nacional.
A Constituição fixava como ajudantes do presidente cinco ministros, elegidos por este, em carteiras de Interior, de Relações Exteriores, de Fazenda, de Justiça, Culto e Instrução Pública, e de Guerra e Marinha. O referendo ministerial era necessário para os decretos de governo. Os ministros estavam ademais obrigados a dar relatórios ao Congresso na abertura de sessões, e facultados a tomar parte nos debates deste, ainda que sem voto. A tarefa era incompatível com o exercício do poder legislativo nacional.

#### O Poder Judicial
A organização do poder judicial ocupa os artigos 91º a 100º; por sua brevidade, a organização do mesmo ficou em grande parte em mãos da legislação emitida pelo Congresso, relativo a maior parte do texto constitucional à organização e atribuições do Corte Suprema de Justiça da Nação.
O poder judicial ficava integralmente em mãos do Corte Suprema e dos tribunais inferiores por razão de matéria em todo o que preocupava as causas constitucionais, relativas a leis federais ou tratados internacionais, ou a jurisdição marítima. Explicitamente proibia-se o conhecimento do presidente em questões judiciais. Por razão de actores, também eram concorrência dos tribunais federais os assuntos entre vizinhos de diferentes províncias, os que implicassem a diplomatas estrangeiros, e aqueles nos que o governo de uma província ou da Confederação fosse parte. Os casos implicando a diplomatas, províncias ou os poderes dos governos provinciais eram de concorrência exclusiva do Corte Suprema.
A Constituição estipulava a regulamentação do julgamento por júris para os assuntos penais; o procedimento nunca se regulou, no entanto, e segue pendente de implementação ainda na Constituição actual, que conserva essa redacção.
O único delito que a Constituição detalha é o de traição contra a Confederação, definido como tomar as armas contra ela, ou [...] unir a seus inimigos prestando-lhes ajuda e socorro. A pena do mesmo ficava a decisão do Congresso, mas proibia-se expressamente a imposição de sanções a outras pessoas que o delinquente mesmo.

##### A Corte Suprema
A Corte Suprema de Justiça estava composta por um tribunal de nove juízes, além de dois promotores. A sede da mesma estaria na capital federal. Exigia-se para o ministério nela o título de advogado, oito anos de exercício do mesmo, e os requisitos exigíveis aos senadores. Os ministros jurariam seu cargo ao presidente da Corte —ao da Confederação excepcionalmente, na primeira conformação da mesma—, e seriam irremovíveis salvo em caso de má conduta. A remuneração por seus serviços fixar-se-ia por lei, mas não poderia se reduzir enquanto estivessem em funções. A determinação do regulamento da Corte estaria a cargo da mesma.
A Corte definida pela Constituição de 1853 nunca chegou a assumir, ainda que Urquiza designou em 1854 aos integrantes da mesma, entre os que se contaram Facundo Zuviría, José Roque Funes e Martín Sapata. Depois da reforma de 1860, o número de integrantes passou a ser fixado por lei do Congresso.

#### Os governos de província
Os últimos sete artigos da Constituição detalham o regime dos governos provinciais. A organização dos mesmos fica só sujeita às estipulações que as Constituições provinciais fixem, c por inteiro da órbita do governo federal. Assim mesmo, conservam todas as faculdades que pela Constituição não tenham delegado expressamente no governo central; os artigos 105º e 106º fazem explícitas as concorrências que correspondem só à autoridade central, que incluem a legislação sobre comércio e navegação; a imposição de aduanas ou direitos de tonelagem; a emissão de moeda, salvo por delegação do governo central; a fixação dos códigos civil, de comércio, penal e de mineração; legislar sobre cidadania; armar tropas de guerra; nem interatuar directamente com as potências estrangeiras, incluindo o Vaticano. As acções bélicas entre províncias ou entre uma província e o estado federal são ilegítimas, devendo solucionar-se todo o conflito neste sentido pelo Corte Suprema de Justiça. Às províncias faculta-se expressamente para promover, dentro do marco da legislação federal, o desenvolvimento de seus próprios territórios.
O regime resultante era expressamente de um marcado federalismo; era está uma das razões pelas que Buenos Aires se negou ao subscrever, recusando pôr à altura do que os legisladores porteños tinham qualificado zombadoramente de treze ranchos. A incorporação de Buenos Aires à Confederação exigiria, em seu momento, suspender a federalização, e a reserva dos direitos de aduana. Efectivamente isso implicou que durante várias décadas o presidente da Nação convivesse, num difícil conluio, com um governador de Buenos Aires que era o chefe directo de toda a administração que o rodeava, e que seu poder ficasse empantanado em burocracia. A federalização de Buenos Aires não teria lugar efectivo até 1880, quando a Une de Governadores encabeçada por Julio Argentino Rocha imporia pelas armas aos porteños de Bartolomé Mitre a decisão. No entanto, para esse então as oligarquias provinciais tinham adoptado o mesmo cariz que a porteña, com o desenvolvimento do modelo agroexportador e a formação de extensos latifúndios que dominariam a economia nacional durante o meio século seguinte. A possibilidade de desenvolver um poder provincial à margem do modelo bonaerense tinha ficado definitivamente atrás, e com ela o efectivo federalismo da Constituição.

## A Constituição de 53 e a história política argentina
A Constituição de 1853 foi recusada pela estratégica Província de Buenos Aires (que nesse momento abarcava também à Cidade de Buenos Aires) e a Argentina se dividiu em dois estados independentes: por um lado a província de Buenos Aires, com capital em Buenos Aires, e pelo outro a Confederação Argentina, com capital em Paraná.
O congressista Zuviría, no discurso posterior à rubrica do original, apóstrofo à Convenção dizendo:
Os maiores elogios proviriam de Sarmiento e o grupo liberal, que viram na adopção do federalismo à estadunidense o signo da vitória de seus princípios. Valeu-lhes também por contrapartida, em oposição à pertinaz oposição que Rosas tinha mostrado à sanção de uma Constituição durante seu longo mandato.
A Igreja Católica, por sua vez, resolveu os debates internos que gerou o texto constitucional, num famoso sermão de Fray Mamerto Esquiú, que passou à história como o Sermão da Constituição, que chamou a jurar e obedecer a lei como fundamento para constituir uma pátria.
A República Argentina recém ser formaria de maneira definitiva, depois da vitória militar de Buenos Aires sobre a Confederação, na Batalha de Pavón de 1860. Buenos Aires, liderada por Bartolomé Mitre, impôs a primeira reforma constitucional de 1860 e a presidência do próprio Mitre. Com esta redacção, a Constituição de 1853 converter-se-ia no marco jurídico para a organização de um Estado laico, e as transformações económicas que estabeleceriam o modelo agro-exportador e a grande onda imigratória de ultramar (1850-1950). Politicamente, o país organizou-se sobre a base de um sistema de eleições fraudulentas (voto cantado), que levou nos factos a um regime de partido único conservador, o Partido Autonomista Nacional (PAN).
Depois da vitória do primeiro governo democrático em 1916, como resultado do lucro do sufragio secreto e obrigatório para varões, a Constituição de 1853 começou a ser questionada desde diferentes correntes. Politicamente, os sectores mais conservadores questionariam o regime democrático e recorreriam às Forças Armadas para derrocar sistematicamente aos governos eleitos por voto popular, numa sucessão de golpes de estado que recém deter-se-ia em 1983. Económica e socialmente, diversas correntes questionaram o liberalismo individualista da Constituição de 1853, propondo reformas que incluíssem os direitos trabalhistas e sociais, o Estado Social e a actividade do Estado em pôs da industrialização do país.
A instabilidade constitucional da Argentina estender-se-ia desde 1930 até 1994, quando os dois principais partidos do país, lembraram realizar uma reforma constitucional que pôs fim definitivamente ao texto básico da Constituição de 1853. O peronismo conseguiria sancionar uma importante reforma constitucional em 1949, que foi derrogada pela ditadura militar que derrocou a Juan D. Perón em 1955.
Quando o revisionismo histórico —criticando a devastação da indústria nacional, o surgimento de enormes latifúndios, e o colonialismo interno que tinham resultado da política liberal dos homens da geração do '80— remontou as origens dessa ideologia ao texto constitucional, seguiu em termos gerais os mesmos critérios de julgamento que tinham empregado estes, ainda que de signo inverso. Os escritos de Sarmiento ou Rocha veem à Constituição como arma para a modernização do país, mediante o livre comércio, a alavancagem da imigração europeia, a abolição das lideranças políticas provinciais, herdadas de Espanha e adaptadas durante árduos séculos às #peculiaridade locais; os revisionistas viram nela o arma para a destruição da identidade nacional —mediante o achatamento da indústria nacional pela desigual concorrência com o império manufatureiro britânico, a deslocação das populações de suas próprias terras e seus hábitos de vida pelo aluvio estrangeiro e a consequente turbulência no social e económico, e a restrição da representação política às burguesias mercantis e letradas.
Ambas alternativas adoptam a mesma estrutura, exposta com magistral retórica na exortação sarmientina: Civilização ou barbarie. Os revisionistas não a revisaram, se limitando a assinalar o carácter bárbaro da "civilização" sarmientina: fundada na exploração dos indígenas, o sacrifício em massa dos gaúchos e os morenos conscritos nas sucessivas guerras contra o Paraguai e as tribos da Patagonia, a brutal acumulação primitiva de terras para a conformação dos latifúndios agroexportadores, a destruição da nascente indústria nacional e a fraude eleitoral sistémico; Rosa assinalou o jogo de mãos linguístico do lema recordando que
Autores posteriores, alguns deles próximos ao revisionismo, têm assinalado, no entanto, que ao aceitar a oposição em seus termos gerais, o revisionismo perdeu a oportunidade de revaluar a oposição na que está se baseia: a liberal burguesia porteña e das capitais provinciais por um lado, e a semiiletrada população rural e mediterrânea pelo outro. Os doutores unitários —Rivadavia, Echeverría, Alberdi— representariam a primeira opção, de cujas plumas teria fluido a Constituição; os caudillos federais —Quiroga, Güemes, Rosas— a outra, renuente a fixar desde acima e de uma vez para sempre os alinhamentos políticos.
Dado o clima intelectual do momento, no que o ideologismo dos revolucionários franceses tinha dado passo ao positivismo iluminista, era natural que o pensamento dos primeiros se inclinasse pela defesa de uma ordem liberal, no que a abolição dos limites históricos e tradicionais desse passo a uma nova era de cooperação entre os povos. A liberdade de mercado daria lugar à especialização dos países em suas áreas de vantagem comparativa, dando como resultado a comum melhora. A tradução que fazem os revisionistas desta postura a termos de interesse pessoal directo —a burguesía ilustrada era ao mesmo tempo a poseedora do capital mercantil porteño, que lucraba directamente com a importação de bens; em não poucos casos, a mão visível dos cônsules e encarregados de negócios britânicos colaborava com a invisível do mercado, estabelecendo tratados e oferecendo apoios aos elementos politicamente mais favoráveis aos interesses comerciais dos súbditos de Sua Majestade Britânica— resulta nesta óptica veraz, mas ingénua. As interpretações marxistas —que, ainda que centradas em explicar a lógica dos acontecimentos mais que a das individualidades, não têm desdenhado também não esse critério— deixam também de lado numerosos aspectos.
Para compreender as facções que convieram na fixação da Constituição do '53 se fez distinto, pelo contrário, dois aspectos que a historiografia convencional fundiu na dicotomia entre federais e unitários. Por um lado, reconhecer que a classe próspera tinha várias facções em instável equilíbrio: a burguesia comercial do porto, a burguesia ganadeira do litoral, as pequenas capas burguesas das cidades do interior mediterrâneo; por outro, compreender que o processo de integração na economia e a cultura mundial —pois já então, 150 anos dantes do auge do termo, os problemas de estado tinham já a óptica da globalização, em virtude da expansão do mercado mundial das potências industriais europeias— não implicava necessariamente, como efectivamente o fez na história argentina, o abandono da produção interior, e que a portanto a modernização do país podia acometer sem a perda da identidade nacional. Ainda se o ideal da Constituição do '53, e dos escritos alberdianos que lhe deram origem, dependeu em boa medida do projecto de integrar a Argentina aos processos mundiais, o compromisso com o liberalismo económico não estava necessariamente codificado nestes.
O objectivo expresso do projecto constitucional, como o de outros projectos políticos expostos pouco dantes e depois, era o de modernizar a nação; o que, num Estado nascente, queria dizer pouco mais ou menos a criar. Boa parte dos pensadores nacionais consideraram que o projecto de modernização impunha uma ruptura mais ou menos total com o passado colonial hispânico; desde Esteban Echeverría até Sarmiento e a geração do '80, a busca da inserção argentina no mundo moderno passava pela importação de teorias, práticas e ainda povos. Uma ruptura assim, no entanto, exigia um determinado tipo de condições e disposições; a complementación com os mercados europeus beneficiaria aos comerciantes portuários e às classes superiores, capazes de consumir os bens materiais e simbólicos de luxo que este comércio contribuía, mas em detrimento das classes rurais ou subordinadas, às que se deslocou de seus meios de vida e da malha produtiva no que se situavam. Conscientes disso, os líderes mais opostos ao programa rivadaviano conceberam a tarefa de formação do Estado como uma "restauração" do estado que as reformas rivadavianas tinham rompido: daí o título de Rosas de Restaurador das Leis, que apontava não às leis positivas do direito de Índias, sina à lei de gentes das tradições nacionais. O problema desta óptica foi a impossibilidade, durante o longo período rosista, de desenvolver efectivamente o Estado nacional; a recuperação da ordem, que nos anos anteriores a este se tinha desguazado nas contendas sucessivas dos caudillos em pugna contra a hegemonia da nova metrópole porteña, se tinha conseguido ao custo da paralisação do processo de estatalización.
Quando a sanção da Constituição rompeu com esta fase, procurando introduzir o novo sistema de governo, a questão voltou a se propor em toda sua agudeza. A posição de Buenos Aires resultou clara desde um princípio: rica sobretudo por seus rendimentos aduaneiros, e com sua principal classe produtiva, a burguesia saladerista, comprometida também com o intercâmbio mercantil com Europa, tendeu a inclinar a balança para a abertura irrestricta. O compromisso federal das províncias permitia augurar um fim diferente, ainda com a adopção de um regime de governo baseado fundamentalmente em ideias estrangeiras. O declive definitivo do ideal federal não viria da Constituição, sina da claudicação, na batalha de Pavón, cujos máximos líderes preferiram somar aos interesses comerciais —sendo eles mesmos grandes estancieiros— dantes que defender a formação de um mercado interno de consumo. Alberdi, ao que os revisionistas consideram pelo geral um liberal, e, portanto, um inimigo da pátria, criticou duramente desde o exílio a Urquiza, que deixou em mãos dos porteños a estrutura nacional, e a Mitre, que a usufruiu nos anos de guerra de polícia contra as províncias; nesta acção, triunfou o liberalismo a ultraje da capital sobre o liberalismo integracionista das províncias litorais. A política mitrista eliminaria a possibilidade de resistência das províncias, fazendo da tentativa de Alberdi, Andrade ou José Hernández de garantir a união um impossível; quando, baixo Julio Argentino Rocha, a Argentina unificada se fez realidade, foi a costa do desaparecimento virtual do tecido social das províncias e de sua capacidade produtiva. A forma federal da Constituição foi, durante os anos da Argentina moderna, simplesmente a coalizão das classes ilustradas de todo o país; não seria até que a imigração em massa produzisse seus efeitos. Nesse tempo, Argentina chegou a ser o primeiro destino do mundo de imigrantes europeus os quais por dificuldades de inserção muitas vezes guardavam receios com a população local o que mobilizou a importantes confrontos que destruíram finalmente a vigência daquela Constituição de 1853.